# Paranhos (Seia)
Paranhos da Beira, meist nur Paranhos, ist eine Kleinstadt und Gemeinde bei Viseu in Portugal.

## Geschichte

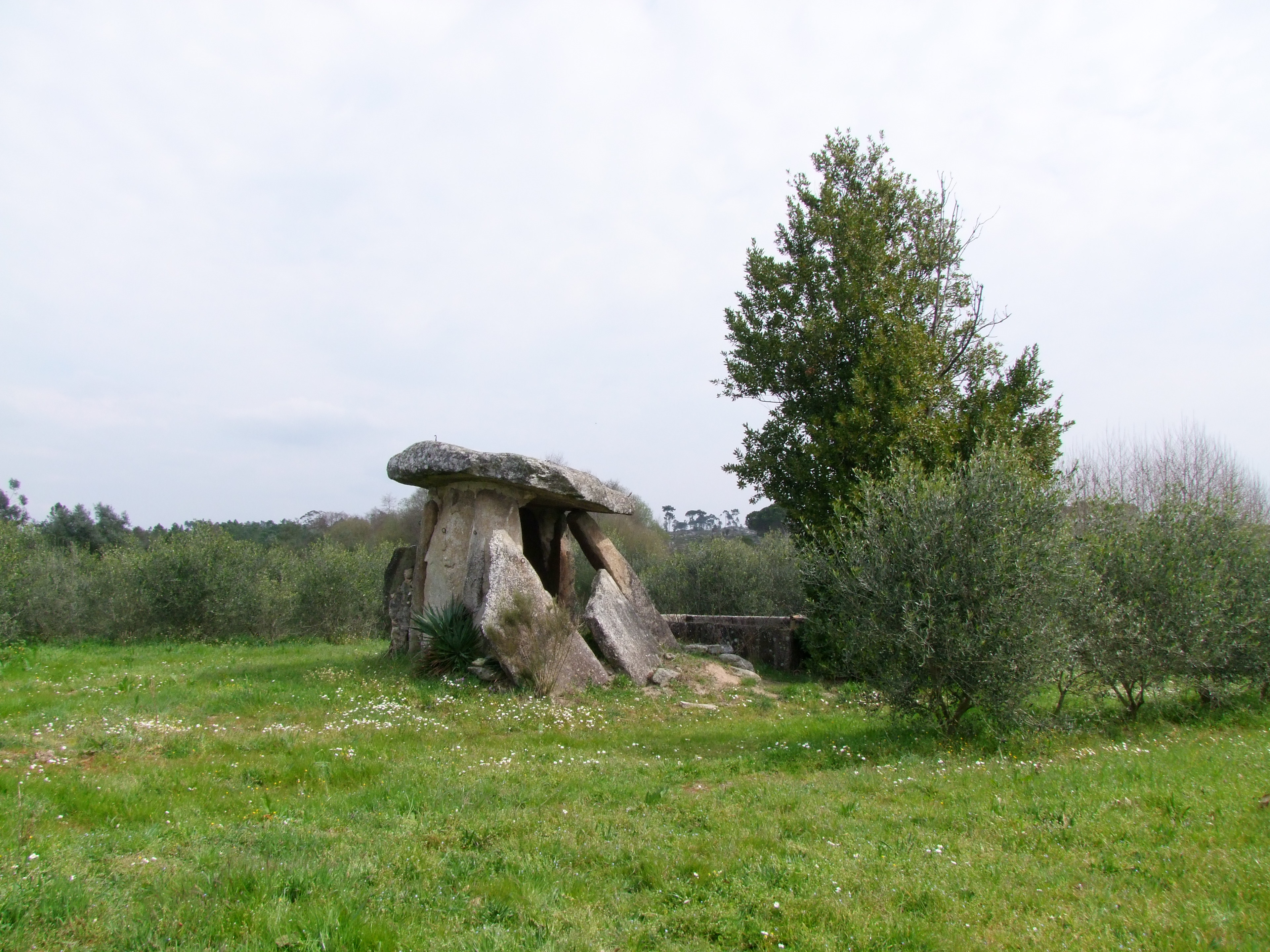
Anta de Paranhos

Eine Reihe Antas – wie die Anta von Paranhos – und andere Funde der Megalithkultur belegen eine vorgeschichtliche Besiedlung. Aus der Zeit der römischen Herrschaft sind eine Römerbrücke und ein Altar erhalten geblieben.
Die heutige Ortschaft entstand erst im Zuge der Siedlungspolitik unter König D. Dinis (1261–1325). Sie war unter dem Ortsnamen Paranhos de Cêa bekannt, später dann nur Paranhos. Es ist nicht bekannt, wann oder ob überhaupt Stadtrechte an den Ort vergeben wurde. Die Ortschaft Carvalhal da Louça erhielt als vorübergehender Sitz eines eigenen Kreises vermutlich Ende des 15. Jahrhunderts Stadtrechte, jedoch ist auch hier keine Urkunde oder ein anders dokumentiertes Datum erhalten geblieben.
Während der Napoleonischen Invasionen im frühen 19. Jahrhundert erlitt die Gemeinde Zerstörungen und Plünderungen.
Am 24. August 1989 wurde der Ort zur Kleinstadt (Vila) erhoben und trägt seither die offizielle Bezeichnung Paranhos da Beira, in Abgrenzung zu anderen Orten namens Paranhos.

## Verwaltung
Paranhos ist eine Gemeinde (Freguesia) im Kreis (Concelho) von Seia, im Distrikt Guarda. In ihr leben 1265 Einwohner auf einer Fläche von 21,2 km² (Stand 19. April 2021).
Die Gemeinde besteht aus vier Ortschaften:
- Carvalhal da Louça
- Chaveiral
- Paranhos
- Vale de Igreja